# 에치고시카와타리역
에치고시카와타리역(일본어: 越後鹿渡駅)은 일본 니가타현 나카우오누마군 쓰난정에 위치한 동일본 여객철도 이야마 선의 철도역이다. 단선 승강장 1면 1선의 구조를 갖춘 지상역이다.

## 역 주변
- 국도 제117호선
- 시나노강
- 시카와타리 온천

## 역사
- 1927년 11월 6일 : 개업.
- 1944년 6월 1일 : 국유화에 의해, 국철 이야마 선의 역이 됨.
- 1982년 11월 1일 : 간이 위탁화.
- 1987년 4월 1일 : 일본국유철도 분할 민영화에 의해, 동일본 여객철도가 승계.
- 1998년 4월 1일 : 간이 위탁 종료.
- 2002년 12월 : 현재 역사 완성.

## 인접 역
| 동일본 여객철도 이야마 선 | 동일본 여객철도 이야마 선 | 동일본 여객철도 이야마 선        |
| ------------------------- | ------------------------- | -------------------------------- |
| 쓰난 나가노 · 도요노 방면 | ■ 이야마 선               | 에치고타자와 에치고카와구치 방면 |